# Пневмоомывающее устройство

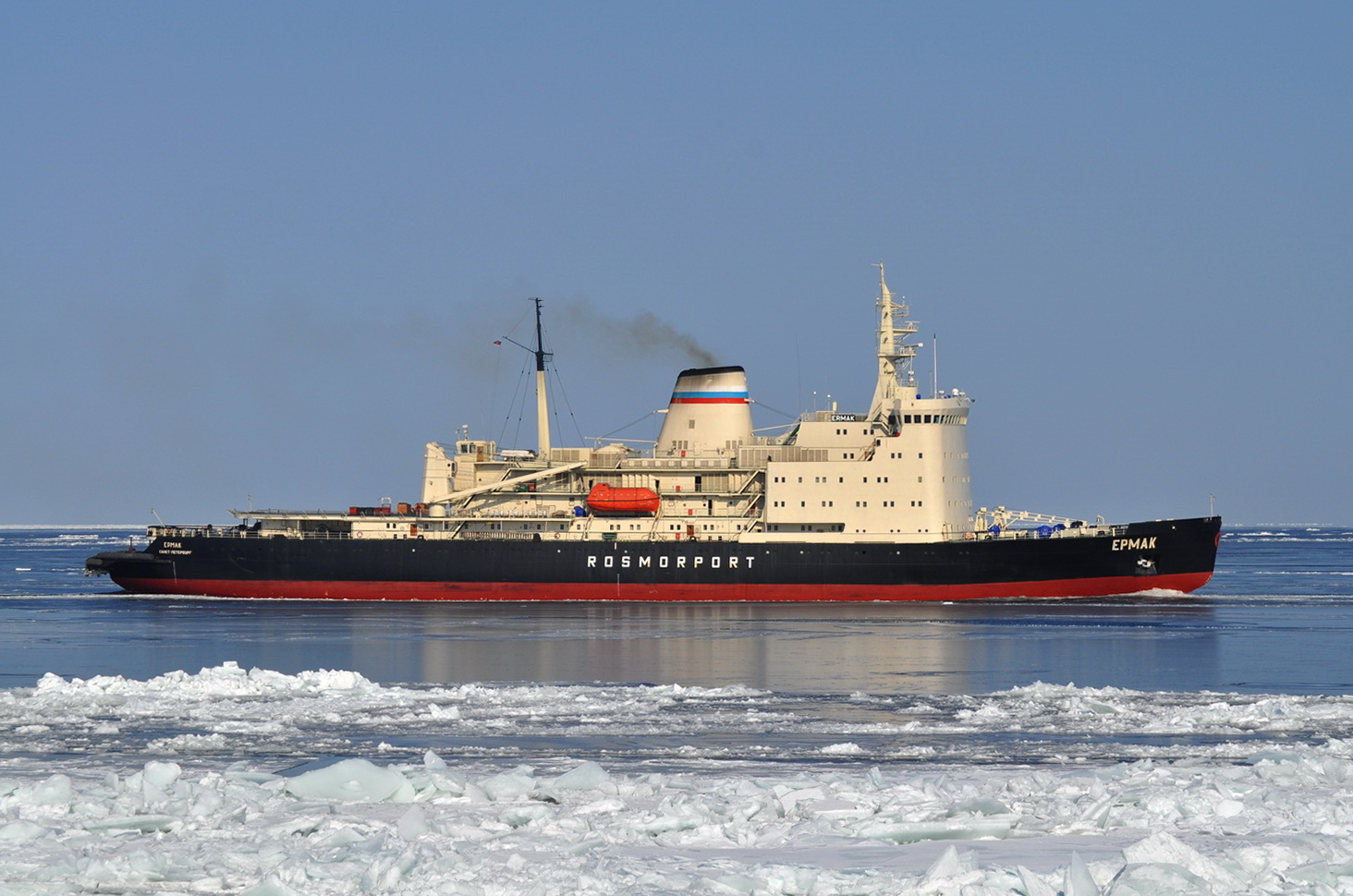
«Ермак», первый в мире ледокол с пневмо-антиобледенительной системой.

Пневмоомывающее устройство (ПОУ) — пневматическая система в подводной части корпуса судна, предназначением которой является снижение облипания корпуса льдом, улучшение ходовых качеств судна и увеличение его ледопроходимости. Современные ПОУ используют сжатый воздух или выхлопные газы двигателей в качестве рабочего газа, который выбрасывается за борт через ряд отверстий от форштевня до миделя или в носовой части судна. Так как выпускные отверстия располагаются на глубине под ватерлинией или в районе киля судна, то при его движении выходящий из эжекторов воздушный поток формирует водно-воздушную завесу вдоль всей подводной части корпуса.

## История
Впервые концепция антиобледенительной системы судна в виде воздушно-водяного пограничного слоя была предложена в 1966 году в СССР, но её первоначальные варианты были несовершенными из-за расположения выпускных отверстий лишь в носовой части судна и из-за недостаточной мощности потока воздуха. Рассматривались также варианты разогретой паровоздушной ПОУ в районе ватерлинии, а также изучались перспективы её использования в качестве подрулирующего движителя для увеличения маневренности судов. Система пневмоомыва в её современном виде была предложена финской фирмой «Wartsila» в 1969 году и она впервые была установлена на финском грузовом пароме «Финнкерриер», испытания которого прошли во льдах Балтийского моря в 1970 году. Первым ледоколом, на котором было установлено ПОУ, является построенный в 1974 году «Ермак», на котором осуществлялись её первые испытания в Арктике при разных ледовых условиях. Ледокол «Россия» проекта 10521 в 1985 году стал первым судном с ядерным реактором, которое было оснащено системой пневмоомыва.

## Эффективность
Облипание подводной части корпуса льдом имеет термическую и электростатическую природу. Основой термического механизма являются «запасы холода» у обломков льда. Так как при отрицательной температуре воздуха лёд в поверхностной части также имеет отрицательную температуру, а при взаимодействии с корпусом происходящие процессы развиваются слишком быстро для его прогрева до температуры окружающей воды, то происходит его примерзание или прилипание к корпусу. Пневмоомыв снижает площадь контакта льда с корпусом и повышает температуру за счет выноса более теплой воды с бо́льшей глубины, тем самым решая первую проблему. Другим механизмом является накопление электростатического заряда льдом при его растрескивании и раскалывании. В случае плохого состояния лакокрасочного покрытия на подводной части корпуса, ПОУ может быть малоэффективен против прилипания льда с накопленным зарядом.

## Улучшение ходовых качеств
Пневмоомывающее устройство улучшает ледопроходимость судна при движении во льдах и при отсутствии эффекта примерзания льда к корпусу. В случае движения по тяжелому льду, который ледокол не способен преодолеть в силу своей малой массы, закачивание больших объёмов воздуха под лед снижает его плавучесть и, тем самым, позволяет судну сохранять ход. Также, водно-воздушная завеса вдоль корпуса снижает площадь контакта корпуса со льдом, снижая трение и улучшая ходовые характеристики судна. Схожий эффект наблюдается и при движении на открытой воде, так как водно-воздушная завеса на корпусе имеет меньшую плотность по сравнению с окружающей водой. При использовании ПОУ на открытой воде экономия топлива для некоторых типов судов может достигать 11 %. По этой причине эти системы иногда называются «системами воздушной смазки» (англ. Air Lubrication System).